# 天干
天干，或稱十干，是中国古代的一种文字计序符号，表示“次序”或“等第”。天干共10个文字：甲、乙、丙、丁、戊、己、庚、辛、壬、癸，循环使用。中国等漢字文化圈國家古代常以之来命名、排序、纪时。

## 名稱
天干之名來自《白虎通》以天干為主幹，地支為枝葉，稱「甲乙者，榦也；子丑者，枝也」。《白虎通》的說法又來自《淮南子》「數從甲子始，子母相求」、《史記》「十母十二子」，從「母子」之義演變而來。史記的十母就是指十天干，十二子就是指十二地支。
干支最早的名稱大概是《呂覽》所稱的「甲子」。《世本》和里耶秦簡中也只取首字稱為甲子。以甲子稱之，或許是因為早時還不存在一個專用名稱。另外古文獻中也常以「日」稱天干，「辰」稱地支，並可追溯至《左傳》、《國語》、《儀禮》、《周禮》。

## 起源

### 古代觀點
古人將干支的來歷遠推至三皇五帝。最早出處來自《世本》、《呂覽》，稱「大撓作甲子」，據《呂覽》大撓為黃帝之師。東漢經學家鄭玄、蔡邕都採信此說，蔡邕謂：「帝命大撓探五行之情，占斗剛所建，於是始作甲乙以名日，謂之幹，作子丑以名月，謂之枝，枝幹相配以成六旬。」。這段話的意思是，黃帝命大撓探察五行之情狀，以北斗七星斗柄（又稱為斗綱、斗罡、斗杓）所指向的十二辰方位，來決定現在所在的月份（稱為「月建」，斗柄所指為「建」）。以天干紀日，是為主幹；以地支紀月建之辰，作為旁枝。兩者依次相配紀日，至最小公倍數六十完成一個循環周期。
《後漢書》、《宋書》、《五行大義》、《晉書》、《尚書正義》、《軒轅黃帝傳》、《資治通鑑外紀》等，都引述、繼承了蔡邕的說法。宋代命理書《淵海子平》更擴大《世本》、《呂覽》之說，稱黃帝遇蚩尤神擾亂，於涿鹿之野大戰後，血氣瀰漫，無法治其凶煞，「於是齋戒築壇祭天，方丘禮地。天乃降十干、十二支」，黃帝用天干地支象天法地，加以佈置，才成功鎮服，而後大撓氏將之配成六十甲子。
漢代讖緯書《春秋命歷序》則是說天皇兄弟十三人「作干支以定日月度」。北宋史書《資治通鑑外紀》也繼承這種說法，稱天皇「始制干支之名，以定歲之所在」。不過，漢代以後才開始用干支紀年，所以此說只是以後釋古。《通鑒外紀》另稱「伏羲作甲曆定歲時 」。《山墳》稱伏犧氏「命臣潛龍氏作甲曆」。《路史》小注引陳鳴《曆書序》：「伏羲推策作甲子」。羅頎《物原》稱「伏羲始造干支甲子」。這些說法將曆法和干支的發明推至比黃帝更早的伏羲，不過都出自北宋以後才流傳或編纂的書籍。
不管是黃帝、天皇或伏羲，這類說法都是以古代渺不可知的聖王、賢人作為事物制度的發明開端，後人已無從考究。但大體能看出古人將干支的發明和天文觀測、曆法制定聯繫在一起。蔡邕的說法更顯示十干是紀日、十二地支是紀月建之辰，兩者應是獨立的記數系統。之後將其依次相配，才從十干紀日，變成六十干支紀日。

### 現代觀點
就目前所能獲得的考古資料，天干和地支在殷商時期已得到普遍運用。甲骨卜辭的占卜日期就是以干支紀日表示，如丙寅卜、癸酉卜之類。在出土的龜版中更有「甲子表」，將天干地支六十甲子的完整週期，從右到左、上下豎行排列。商朝君王及王后的名號也有用天干加以命名的慣例，如太乙、盤庚、武丁、母辛等等，其所祀先王從上甲微至主癸，亦以天干名之。
郭沫若在《甲骨文字研究·釋支干》中，主張天干源自十進位記數法，大概是殷人創製。地支源自十二辰，演變自古巴比倫的黃道十二宮。不過，郭沫若對後者如何傳至中國的途徑，只提出一些猜想，尚未有確切根據。吳宇虹反對郭的外來說，指出郭給出的蘇美星名、月名與《爾雅》歲名、月名對照，其讀音配對十分勉強或相差甚遠，而且巴比倫和古中國天文學有許多不同特點，如十二辰和十二宮方向不同，兩者當是各自起源。有些學者認為干支的創製，尚可進一步追溯至商朝以前。張秉權認為「干支系統的建立，要比盤庚遷殷的時代，早得很多很多」，因為殷商時代已純熟地運用干支。而且甲骨文的干支紀日，往往只用天干作為省稱，意味者天干紀日應是干支紀日的雛型，地支本不紀日。中國古代十日並出的神話或來自天干紀日法的發明，與「旬」的觀念十分密切。陳遵媯在《中國天文學史》中提出「在四千多年前的夏代，可能已有干支產生了」。鄭文光在《中國天文學源流》中，將干支的產生和羲和、常羲的神話聯繫起來，並認為天干產生於漁獵時代的原始社會，起自十進位法，地支是夏人的創作，起自十二辰。杜石然等在《中國科學技術史稿》主張夏代已有天干紀日，商代加入地支，形成六十周期的紀日法。
綜合這些看法，可以認為「天干」的發明是在商朝，甚或更早的時代，可能是來自於人類用十進位記數法計算事物的普遍習慣。以十個「文字符號」依序表示十個日數（一開始可能是原始的雛形文字，後來發展為成熟的語素文字），以十日為一個週期循環（甲日至癸日）就成了天干。地支紀十二辰的記數系統也在後來加入，原本十日一個週期就擴大為六十日一個週期（甲子日至癸亥日）。

## 字義
天干用十個文字符號「甲乙丙丁戊己庚辛壬癸」依序標示十個日數，這些文字符號的本義大都已無法知悉。裘錫圭指出在原始社會晚期的記號裏可以找到形狀相同或極其相似的例子，天干可能是從這種記號裏吸取過來的。張秉權認為遠古時代人們不懂紀日，後來才用某些事物作為代表某一日的符號，漸漸形成了十干紀日的方法。干支各字的本義與序數並不相干，原義已為後人所遺忘。
古人認為這十個天干字代表「萬物興衰循環的過程」或「從頭至腳的人身部位」。許慎的《說文解字》是用小篆的字形解釋並雜以陰陽五行之說，今人則從甲骨文、金文之字形樣貌和構造試圖解釋其本義，不過很多字仍是眾說紛紜，沒有定解或確解。
| 天干 | 甲骨 文 | 金文 | 楚簡 文字 | 秦隸 | 小篆 | 本義解說略舉 | 天干、次序、等級、五行引申以外的意思 | 萬物生發                        | 人體 | 五行 | 五行 方位 | 五行 季節    | 音律  |
| ---- | ------- | ---- | --------- | ---- | ---- | --- | --- | ------------------------------- | ---- | ---- | --------- | ------------ | ----- |
| 甲   |         |      |           |      |      | 種子萌芽戴外皮之象（說文解字） -------- 象人頭戴著頭盔（朱駿聲、省吾） 象鎧甲葉片和連結葉片的綴隙（魯實先） 象種皮開裂之裂紋（林義光）                                                    | - 堅硬的硬殼或外皮，如甲殼、指甲 - 護身鎧冑，如盔甲、甲冑                                                                                              | 草木種子破殼發芽                | 人頭 | 木   | 東        | 春           | 角 Mi |
| 乙   |         |      |           |      |      | 艸木曲折掙扎出土之象（說文解字） -------- 構形未有定論（漢語多功能字庫） 象水流之形，「𡿨」之異體（明義士、李孝定） 象人胸骨，「肊」之初文（魯實先） 象燕子側飛形，「鳦」之初文（方濬益） | - 一之通假字，如太一/太乙、一個/乙個 - 燕子、玄鳥，或作鳦、𠃉，如鳧乙 - 用鈎識符號「𠄌」標記，如塗乙                                                   | 草木生長破土而出                | 人頸 | 木   | 東        | 春           | 角 Mi |
| 丙   |         |      |           |      |      | 从一、入、冂。一代表陽氣（說文解字） -------- 象底座，上可置物（于省吾） 象名為「房」的几形俎器（葛亮） 象用於插旗的磐石，上為表面，下體挖空（魯實先）                                        | | 草木鮮明炳然                    | 人肩 | 火   | 南        | 夏           | 徵 So |
| 丁   |         |      |           |      |      | 萬物壯實之象（說文解字） -------- 象城邑之形，「城」之初文（何琳儀） 象四方之形，「方」之本字（楊樹達） 象人頭頂（葉玉森） 象釘子，「釘」的初文（徐灝、朱駿聲）                           | - 指男子，如壯丁、添丁 - 指僕役，如園丁、門丁 - 釘之通假字，如衣服補釘/補丁 - 指方形的小塊食物，如切丁 - 極少、極小，如一丁點 - 當、遭逢，如丁憂、丁艱 | 草木高大壯實                    | 人心 | 火   | 南        | 夏           | 徵 So |
| 戊   |         |      |           |      |      | 六甲日，五行之龍相拘絞之象（說文解字） -------- 象斧形（王筠）或鉞、鏚一類兵器（李孝定） 象鈇，一種古代斬草鍘刀（王寧）                                                                   | | 草木豐茂旺盛                    | 人脅 | 土   | 中央      | 四季 或 季夏 | 宮 Do |
| 己   |         |      |           |      |      | 萬物辟藏屈形之象（說文解字） -------- 象絲綸、繩索一類，用以綁縛（葉玉森） 象勦絲、分別絲縷的器具，「紀」之初文（朱駿聲） 象結髮之簪（魯實先）                                            | - 本身、自身，如自己、己身 | 草木花苞綻放而起 或定形可供紀識 | 人腹 | 土   | 中央      | 四季 或 季夏 | 宮 Do |
| 庚   |         |      |           |      |      | 萬物更新結實之象（說文解字） -------- 構形之義不明（漢語多功能字庫） 象鉦、鐃一類樂器（郭沫若）或類似鼗鼓（李孝定） 象旂，一種古代掛有鈴鐺的旗子（魯實先）                                | - 表示年齡、年歲，如貴庚、庚帖 - 表示道路，如夷庚 - 償還抵付，如庚償                                                                                   | 草木更新漸結果實                | 人臍 | 金   | 西        | 秋           | 商 Re |
| 辛   |         |      |           |      |      | 从一，从䇂。䇂，罪人蹙鼻感到憂苦（說文解字） -------- 象黥面之刑具，與䇂同（郭沫若） 象鑿形刀具，與䇂、丵同，「鐫」之初文（詹鄞鑫）                                                       | - 刺激、辛辣的味道，如五辛、辛臭 - 艱困勞苦，如艱辛、辛勞 - 內心苦痛，如辛酸、悲辛                                                                     | 草木果實成熟可收                | 人股 | 金   | 西        | 秋           | 商 Re |
| 壬   |         |      |           |      |      | 人懷妊之象（說文解字） -------- 構形之義不明（漢語多功能字庫） 象織布器具持織線之組件，「榺」之古文（林義光） 象儋物之木，即扁擔，「任」之初文（魯實先）                                  | - 表示奸佞，如孔壬、壬人 - 表示盛大，如壬林 | 草木過冬藏土下                  | 人脛 | 水   | 北        | 冬           | 羽 La |
| 癸   |         |      |           |      |      | 水從四方流入地中之象（說文解字） -------- 構形之義不明（漢語多功能字庫） 象鍨，一種戟類兵器，「戣」之初文（戴侗、羅振玉） 象一種丈量土地的工具，「揆」之古文（孔廣居）                    | | 草木閉藏蓄勢待發                | 人足 | 水   | 北        | 冬           | 羽 La |

## 天干與地支
天干用于纪时超出10即会重复，地支用于纪时超出12也会开始重复，用天干和地支组合纪时可以减少重复，从而避免混淆。中国古代采用了一种类似拉链的干支组合，一边链齿是循环的天干，一边链齿是循环的地支，最终可以出现两者的最小公倍数即60个组合，所以出現一甲子=60年的說法。
天干是十进制，容易直观地计算；地支是十二进制，在记录时辰和月份方面具有优势；干支组合是六十进制，适合间隔较密(纪日)和不要混淆(纪年)的情形。中国古代灵活地使用天干、地支之干支组合来表达年、月、日、时辰，这样就出现了所谓的生辰八字。

## 天干與阴阳五行、五方
天干的十个符号按其自身的含义可以与五行的五个符号和五方进行匹配。
- 甲、乙为木、东方
- 丙、丁为火、南方
- 戊、己为土、中央
- 庚、辛为金、西方
- 壬、癸为水、北方

天干也有陰陽之分：
- 甲、丙、戊、庚、壬，屬陽。
- 乙、丁、己、辛、癸，屬陰。

| 天干 | 陰陽五行 | 年份除以10的余数 | 年份除以10的余数 | 五方 | 二十四方 | 地支   | 生肖   |
| 天干 | 陰陽五行 | 公元前           | 公元后           | 五方 | 二十四方 | 地支   | 生肖   |
| ---- | -------- | ---------------- | ---------------- | ---- | -------- | ------ | ------ |
| 甲   | 陽木     | 7                | 4                | ~東  | 75°      | 寅     | 虎     |
| 乙   | 陰木     | 6                | 5                | ~東  | 105°     | 卯     | 兔     |
| 丙   | 陽火     | 5                | 6                | ~南  | 165°     | 午     | 马     |
| 丁   | 陰火     | 4                | 7                | ~南  | 195°     | 巳     | 蛇     |
| 戊   | 陽土     | 3                | 8                | 中   | —        | 辰、戌 | 龙、狗 |
| 己   | 陰土     | 2                | 9                | 中   | —        | 丑、未 | 牛、羊 |
| 庚   | 陽金     | 1                | 0                | ~西  | 255°     | 申     | 猴     |
| 辛   | 陰金     | 0                | 1                | ~西  | 285°     | 酉     | 鸡     |
| 壬   | 陽水     | 9                | 2                | ~北  | 345°     | 子     | 鼠     |
| 癸   | 陰水     | 8                | 3                | ~北  | 15°      | 亥     | 猪     |

## 組合
天干有五個組合，而這種天干組合之後，會變化成另一種不同的五行，因此會產生不同的較應。除了化合之外天干還有互相沖剋，故此亦會產生不同的效應。
- 天干化合：甲己合化土　乙庚合化金　丙辛合化水　丁壬合化木　戊癸合化火
- 天干相沖：甲庚相沖　乙辛相沖　丙壬相沖　丁癸相沖
- 天干相剋：甲乙木剋戊己土　丙丁火剋庚辛金　戊己土剋壬癸水　庚辛金剋甲乙木　壬癸水剋丙丁火

## 用途
由於天干具有甲、乙、…、癸的固定順序，所以可作為代號使用，類似於第一、第二、…、第十；用盡天干後，再使用12個地支。因為天干地支只有22個，所以羅馬字母次序最後的「w」、「x」、「y」及「z」沒有天干地支對應；遇到「w」、「x」、「y」及「z」，就分別用「物」、「天」、「地」及「人」。另一方面，天干也能作為名目之用，僅視其代稱，不代表其順序。
- 表示順序尺度，代表先後關係： 
  - 农历纪年中的干支組合
  - 用於表示優劣。例如臺灣是國民小學、國民中學、高級中學學生成績的等第，分爲優（不是天干）、甲、乙、丙、丁等。
  - 化学中对一些相近有机物的中文名称经常使用天干来区别。如甲烷、乙烷、乙烯、丙烷、甲基、乙醇等，通常表示的是该分子或基團中C（碳原子）的数量。例如癸烷表示的就是有10个碳原子的烷分子。
  - 代表流水號，例如臺灣部分學校以天干命名班級，如：甲班、乙班、丙班等。台灣鐵路1950年代以前，座位號碼的車別是以天干作區分，例如：甲車24號。
  - 用于顺序，例如某些学校试卷上的题目会用甲乙丙丁作顺序，比如：甲、把右侧英文字母填在...
- 表示名目尺度，僅作為代稱而不具先後關係
  - 人的代稱，例如「路人甲」、「某甲」，詳見無名氏
  - 用于中华人民共和国军车牌照（2004年廢止）
  - 用於行政區劃，例如臺灣日治時期的臺南市
- 在十九世紀中期，中國數學家李善蘭用天干、地支、「物」、「天」、「地」及「人」把羅馬字母翻譯成中文，十天干分别代表「a」至「j」这10个小写字母；大写字母用代表小写字母的汉字加「口」字旁表示。

## 转换干支／公元纪年对照表
- 公元紀年天干地支的是減去分別在以六十甲子：紀年以黃帝紀元後建立天干地支為開始，來自約公元前2997年＋，循環以黃帝紀元（格里曆前2997年）即元年開始計算，其餘月份安排等與農曆相同。換算方法為格里曆年份＋2997為干支年份，如2025年，則為干支2025＋2997＝5022年。起即由為六十甲子十天干十二地支紀年法計算機方法。

| 黃帝紀元年號   | 1年      | 2年      | 3年      | 4年      | 5年      | 6年      | 7年      | 8年      | 9年      | 10年     |
| -------------- | -------- | -------- | -------- | -------- | -------- | -------- | -------- | -------- | -------- | -------- |
| 公元元年紀年法 | 前2996年 | 前2995年 | 前2994年 | 前2993年 | 前2992年 | 前2991年 | 前2990年 | 前2989年 | 前2988年 | 前2987年 |
| 干支           | 甲子     | 乙丑     | 丙寅     | 丁卯     | 戊辰     | 己巳     | 庚午     | 辛未     | 壬申     | 癸酉     |
| 黃帝紀元年號   | 11年     | 12年     | 13年     | 14年     | 15年     | 16年     | 17年     | 18年     | 19年     | 20年     |
| 公元元年紀年法 | 前2986年 | 前2985年 | 前2984年 | 前2983年 | 前2982年 | 前2981年 | 前2980年 | 前2979年 | 前2978年 | 前2977年 |
| 干支           | 甲戌     | 乙亥     | 丙子     | 丁丑     | 戊寅     | 己卯     | 庚辰     | 辛巳     | 壬午     | 癸未     |
| 黃帝紀元年號   | 21年     | 22年     | 23年     | 24年     | 25年     | 26年     | 27年     | 28年     | 29年     | 30年     |
| 公元元年紀年法 | 前2976年 | 前2975年 | 前2974年 | 前2973年 | 前2972年 | 前2971年 | 前2970年 | 前2969年 | 前2968年 | 前2967年 |
| 干支           | 甲申     | 乙酉     | 丙戌     | 丁亥     | 戊子     | 己丑     | 庚寅     | 辛卯     | 壬辰     | 癸巳     |
| 黃帝紀元年號   | 31年     | 32年     | 33年     | 34年     | 35年     | 36年     | 37年     | 38年     | 39年     | 40年     |
| 公元元年紀年法 | 前2966年 | 前2965年 | 前2964年 | 前2963年 | 前2962年 | 前2961年 | 前2960年 | 前2959年 | 前2958年 | 前2957年 |
| 干支           | 甲午     | 乙未     | 丙申     | 丁酉     | 戊戌     | 己亥     | 庚子     | 辛丑     | 壬寅     | 癸卯     |
| 黃帝紀元年號   | 41年     | 42年     | 43年     | 44年     | 45年     | 46年     | 47年     | 48年     | 49年     | 50年     |
| 公元元年紀年法 | 前2956年 | 前2955年 | 前2954年 | 前2953年 | 前2952年 | 前2951年 | 前2950年 | 前2949年 | 前2948年 | 前2947年 |
| 干支           | 甲辰     | 乙巳     | 丙午     | 丁未     | 戊申     | 己酉     | 庚戌     | 辛亥     | 壬子     | 癸丑     |
| 黃帝紀元年號   | 51年     | 52年     | 53年     | 54年     | 55年     | 56年     | 57年     | 58年     | 59年     | 60年     |
| 公元元年紀年法 | 前2946年 | 前2945年 | 前2944年 | 前2943年 | 前2942年 | 前2941年 | 前2940年 | 前2939年 | 前2938年 | 前2937年 |
| 干支           | 甲寅     | 乙卯     | 丙辰     | 丁巳     | 戊午     | 己未     | 庚申     | 辛酉     | 壬戌     | 癸亥     |

## 各語言中的天干
| 天干      | 中古 漢語 | 華語         | 吳語           | 吳語              | 福州話         | 粤语        | 客語          | 閩南語                  | 閩南語           | 日語          | 日語                           | 韓語        | 越語 | 壯語   | 蒙語                      | 滿語                     | 藏語            |
| 注音 漢拼 | 中古 漢語 | 蘇州         | 上海           | 馬祖拼音 (平話字) | 四縣 海陸      | 粤语        | 拼音          | 注音                    | 音讀             | 訓讀          |                                | 韓語        | 越語 | 壯語   | 蒙語                      | 滿語                     | 藏語            |
| --------- | --------- | ------------ | -------------- | ----------------- | -------------- | ----------- | ------------- | ----------------------- | ---------------- | ------------- | ------------------------------ | ----------- | ---- | ------ | ------------------------- | ------------------------ | --------------- |
| 甲        | /kˠap̚/    | ㄐㄧㄚˇ jiǎ  | ciaeh43 kaeh43 | ciah4 kah4 khah4  | kák （gák）    | gaap3       | gabˋ gab      | kah 白 kap 文           | ㄍㄚㄏ ㄍㄚㄅ    | コウ （kou）  | きのえ （kinoe） 木の兄        | 갑 (gap)    | giáp | gyap   | 呼和 хөх (青)             | ᠨᡳᠣᠸᠠᠩᡤᡳᠶᠠᠨ niowanggiyan | ཤིང་པོ shing pho  |
| 乙        | /ʔˠiɪt̚/   | ㄧˇ yǐ       | ih43           | ih4               | éik （ék）     | jyut6 jyut3 | iedˋ rhad     | it                      | ㄧㄉ             | オツ （otsu） | きのと （kinoto） 木の弟       | 을 (eul)    | ất   | iet    | 呼和格钦 хөхөгчин (次青)  | ᠨᡳᠣᡥᠣᠨ niohon            | ཤིང་མོ shing mo   |
| 丙        | /pˠiæŋX/  | ㄅㄧㄥˇ bǐng | pin51          | pin2              | pīng （bīng）  | bing2       | biangˋ biangˊ | piánn 白 píng 文        | ㄅㄧㆩˋ ㄅㄧㄥˋ  | ヘイ （hei）  | ひのえ （hinoe） 火の兄        | 병 (byeong) | bính | bingj  | 乌兰 улаан (红)           | ᡶᡠᠯᡤᡳᠶᠠᠨ fulgiyan        | མེ་ཕོ me pho      |
| 丁        | /teŋ/     | ㄉㄧㄥ dīng  | tin44          | tin1              | ting （dĭng）  | ding1       | denˊ denˋ     | ting                    | ㄉㄧㄥ           | テイ （tei）  | ひのと （hinoto） 火の弟       | 정 (jeong)  | đinh | ding   | 乌拉格钦 улаагчин (次红)  | ᡶᡠᠯᠠᡥᡡᠨ fulahvn          | མེ་མོ me mo       |
| 戊        | /məuH/    | ㄨˋ wù       | vu231          | vu3               | muô （muô）    | mou6        | vu +          | bōo                     | ㆠㆦ˫            | ボ （bo）     | つちのえ （tsuchinoe） 土の兄  | 무 (mu)     | mậu  | fouh   | 希拉 шар (黄)             | ᠰᡠᠸᠠᠶᠠᠨ suwayan          | ས་ཕོ sa pho      |
| 己        | /kɨX/     | ㄐㄧˇ jǐ     | ci51           | ci2               | kī （gī）      | gei2        | giˋ giˊ       | kī 白 kí 文             | ㄍㄧ˫ ㄍㄧˋ      | キ （ki）     | つちのと （tsuchinoto） 土の弟 | 기 (gi)     | kỷ   | geij   | 希拉格钦 шарагчин (次黄)  | ᠰᠣᡥᠣᠨ sohon              | ས་མོ sa mo       |
| 庚        | /kˠæŋ/    | ㄍㄥ gēng    | kan44          | kan1              | keing （gĕng） | gang1       | gangˊ gangˋ   | kenn 白 kinn 白 king 文 | ㄍㆥ ㄍㆪ ㄍㄧㄥ | コウ （kou）  | かのえ （kanoe） 金の兄        | 경 (gyeong) | canh | geng   | 察干 цагаан (白)          | ᡧᠠᠩᡤᡳᠶᠠᠨ xanggiyan       | ལྕགས་ཕོ lcags pho |
| 辛        | /siɪn/    | ㄒㄧㄣ xīn   | sin44          | sin1              | sing （sĭng）  | san1        | xinˊ sinˋ     | sin                     | ㄒㄧㄣ           | シン （shin） | かのと （kanoto） 金の弟       | 신 (sin)    | tân  | sin    | 察嘎格钦 цагаагчин (次白) | ᡧᠠᡥᡡᠨ xahvn              | ལྕགས་མོ lcags mo  |
| 壬        | /ȵiɪm/    | ㄖㄣˊ rén    | nyin223 zen223 | nyin1             | ìng （ìng）    | jam4        | ngimˇ ngim    | jîm lîm                 | ㆢㄧㆬˊ ㄌㄧㆬˊ  | ジン （jin）  | みずのえ （mizunoe） 水の兄    | 임 (im)     | nhâm | nyaemz | 哈喇 хар (黑)             | ᠰᠠᡥᠠᠯᡳᠶᠠᠨ sahaliyan      | ཆུ་པོ chu pho     |
| 癸        | /kiuɪX/   | ㄍㄨㄟˇ guǐ  | kue51          | kue2              | kuǐ （gŭi）    | gwai3       | gui guiˇ      | kuí                     | ㄍㄨㄧˋ          | キ （ki）     | みずのと （mizunoto） 水の弟   | 계 (gye)    | quý  | gveiq  | 哈喇格钦 харагчин (次黑)  | ᠰᠠᡥᠠᡥᡡᠨ sahahvn          | ཆུ་མོ chu mo      |

注：中古汉语的字母标音基于中古汉语现有拟音上制定的拼音，词尾x，h为音调，分别对应上声和去声。